# Луговой, Владимир Николаевич (генерал)
Владимир Николаевич Луговой (род. 8 апреля 1965, Жизномир) — российский военачальник, заместитель командующего войсками Западного военного округа по военно-политической работе с октября 2022 года, генерал-лейтенант (2023).

## Биография
Родился 8 апреля 1965 года в селе Жизномир (ныне в Тернопольской области, Украина).
В 1982 году окончил Киевское суворовское военное училище, в 1986 году — Рязанское высшее воздушно-десантное командное училище имени Ленинского комсомола (с отличием), в 1998 году — Военную академию имени М. В. Фрунзе (с отличием и золотой медалью), в 2013 году — Военную академию Генерального штаба Вооружённых сил Российской Федерации.
В ВДВ прошёл путь от поста командира учебного парашютно-десантного взвода до начальника штаба и заместителя командира парашютно-десантного батальона. Также проходил службу на должностях, начиная от начальника оперативного отделения и заместителя начальника штаба бригады, а заканчивая постом начальника окружного учебного центра подготовки младших специалистов мотострелковых войск. С 6 мая 2008 по декабрь 2009 года — начальник Рязанского высшего воздушно-десантного командного училища. Участник боевых действий на Кавказе.
В сентябре 2013 года назначен начальником Еланского учебного центра вместо генерал-майора Рустама Мурадова. 9 мая 2015 года командовал Парадом Победы в Новосибирске.
Занимал должности начальника штаба — первого заместителя командующего 41-й общевойсковой армии Центрального военного округа в 2015—2016 годах, а также заместителя командующего резервом 12-го резерва Южного военного округа. Временно исполнял должность заместителя командующего 8-й общевойсковой армии Южного военного округа.
С декабря 2017 по сентябрь 2022 года — заместитель начальника Военного университета.
С октября 2022 года — заместитель командующего войсками Западного военного округа по военно-политической работе.
Указом Президента России от 17 февраля 2023 года присвоено воинское звание генерал-лейтенант.
Женат, есть двое сыновей.

## Награды
- Орден Мужества[2][3]
- Орден «За военные заслуги»[2][3]
- Орден Кутузова[5]
- Медаль «За боевые заслуги»[2][3]
- Медаль «В память 850-летия Москвы»
- Медаль «70 лет ВС СССР»
- Медаль «За воинскую доблесть» I степени
- Медаль «За укрепление боевого содружества»
- Медаль «За отличие в военной службе» I, II и III степеней
- Медаль «Участнику военной операции в Сирии»
- Медаль «Генерал армии Маргелов»
- Медаль «За участие в военном параде в ознаменовании 70-летия Победы в Великой Отечественной войне 1941—1945 годов»
- Другие медали СССР и РФ[1]